# Мілош Зніщол
Мілош Зніщол (пол. Miłosz Zniszczoł; нар. 2 липня 1986) — польський волейболіст, що грає на позиції центрального блокувальника (першого темпу) за польський клуб «Алюрон Варта» (Заверці) у Плюс Лізі. Найкращий гравець фінального матчу Кубка Польщі 2023—2024.

## Життєпис
Грав у клубах «Ястшембський Венґель» (Ястшембе-Здруй), КС АЗС Рацибуж (Ратибор), «Фарт» та «Еффектор» (обидві назви — одного клубу з м. Кельців), «Трансфер» (Бидгощ), «Індикполь АЗС» (Ольштин), ГКС (Катовиці).

### Досягнення
Клубні
- чемпіон Польщі 2004,
- володар Кубка Польщі 2024,
- неодноразовий призер різних змагань[2].

Особисті
- найкращий гравець вирішального поєдинку Таурон Кубка Польщі 2024 (3 березня 2024, Краків)[3].